# Dicranum fulvum
Dicranum fulvum là một loài Rêu trong họ Dicranaceae. Loài này được Hook. mô tả khoa học đầu tiên năm 1819.

## Hình ảnh

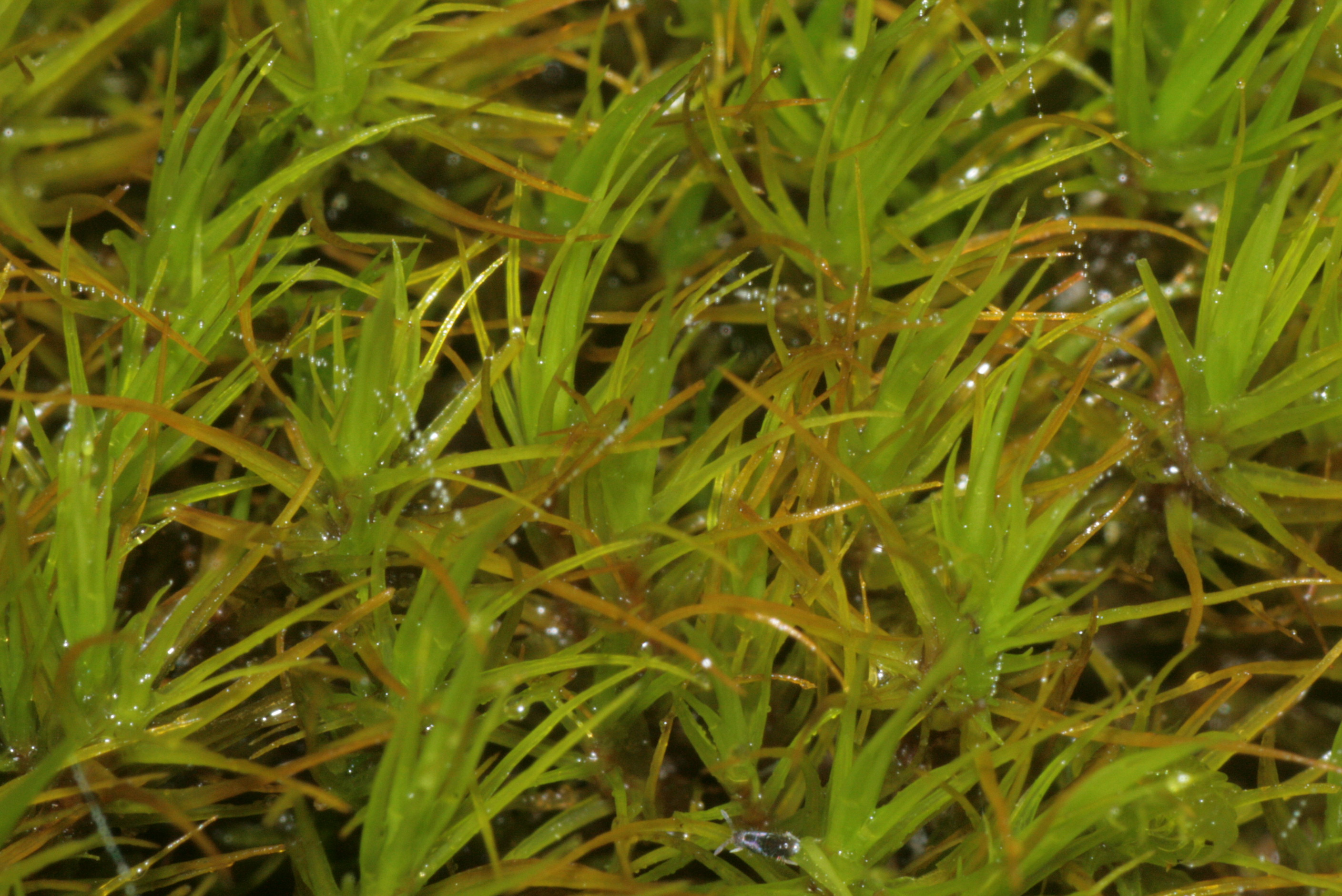
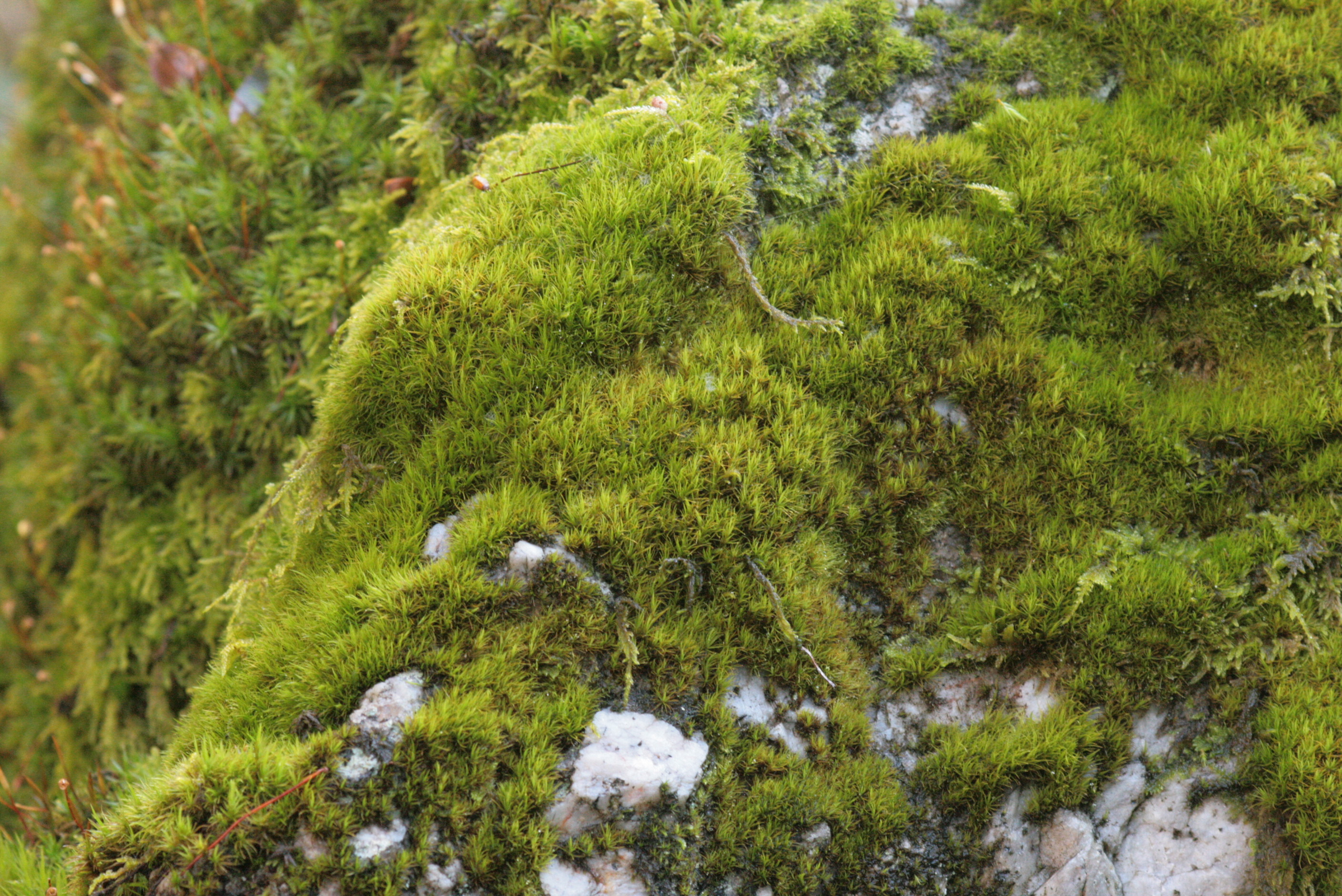
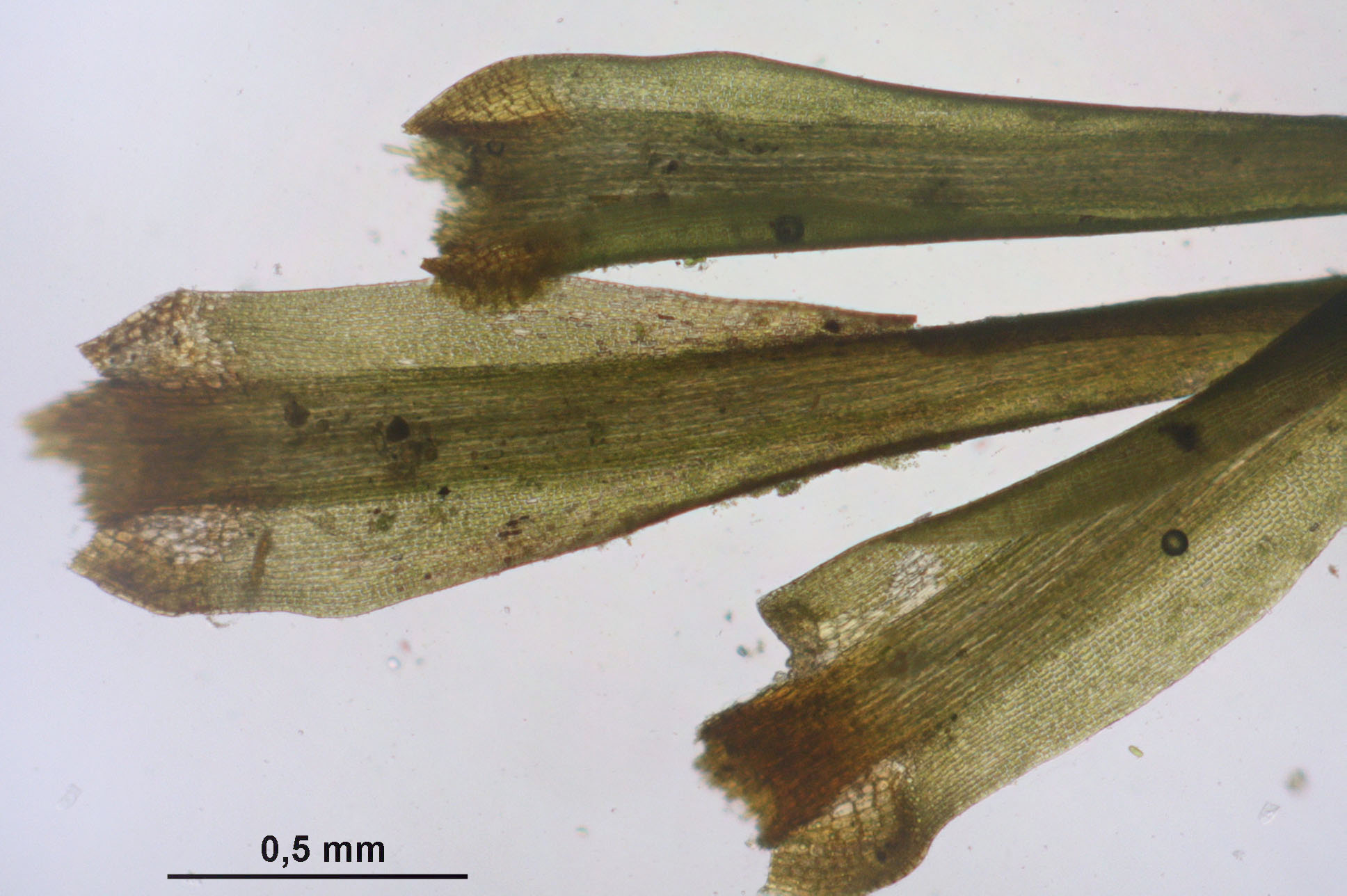
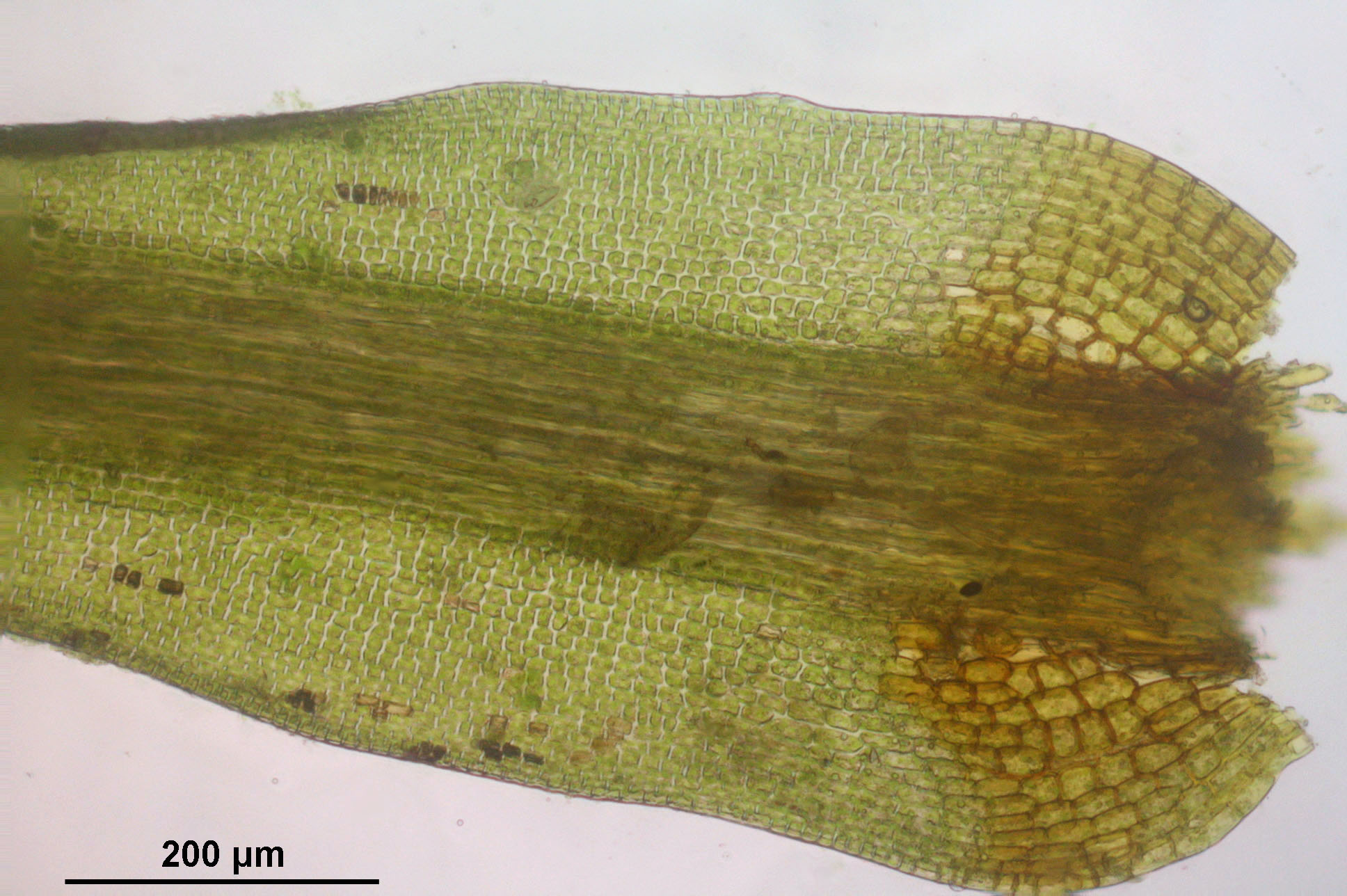